# DIMM

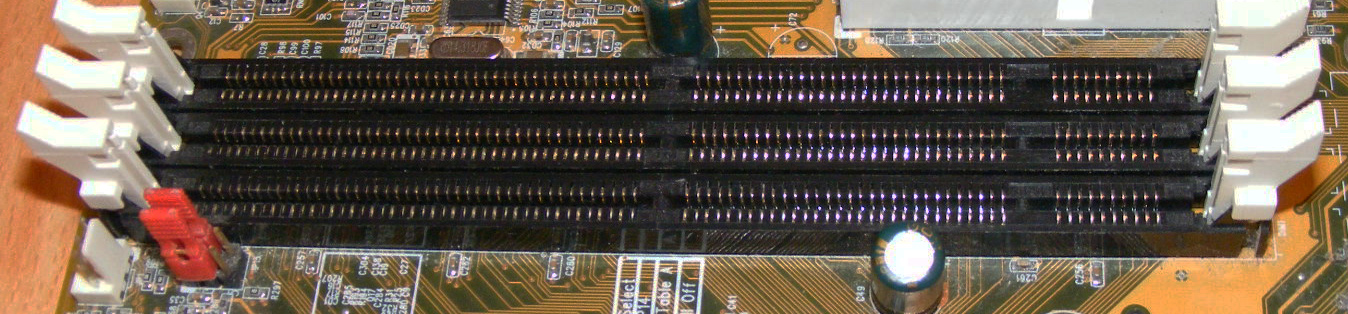
три разъёма на плате для подключения модулей DIMM (память SDRAM)

DIMM

DIMM (англ. Dual In-line Memory Module, двухсторонний модуль памяти) — форм-фактор модулей памяти DRAM. Данный форм-фактор пришёл на смену форм-фактору SIMM.
Основным отличием DIMM от предшественника является то, что контакты, расположенные на разных сторонах модуля, являются независимыми, в отличие от SIMM, где симметричные контакты, расположенные на разных сторонах модуля, замкнуты между собой и передают одни и те же сигналы. Кроме того, DIMM реализует функцию обнаружения и исправления ошибок в 64 (без контроля чётности) или 72 (с контролем по чётности или коду ECC) линиях передачи данных, в отличие от SIMM c 32 линиями.
Конструктивно представляет собой модуль памяти в виде длинной прямоугольной платы с рядами контактных площадок с обеих сторон вдоль её длинной стороны, устанавливаемую в разъём подключения и фиксируемую по обоим её торцам защёлками. Микросхемы памяти могут быть размещены как с одной, так и с обеих сторон платы.
В отличие от форм-фактора SIMM, используемого для асинхронной памяти FPM и EDO, форм-фактор DIMM предназначен для памяти типа SDRAM. Изготавливались модули, рассчитанные на напряжение питания 3,3 В и (реже) 5 В. Однако впервые в форм-факторе DIMM появились модули с памятью типа FPM, а затем и EDO. Ими комплектовались серверы и брендовые компьютеры.
Модуль SO-DIMM предназначен для использования в ноутбуках или в качестве расширения памяти на плате, поэтому отличается уменьшенным габаритом.

Модули SO-DIMM

В дальнейшем в модули DIMM стали упаковывать память типа DDR, DDR2, DDR3 и DDR4, отличающуюся повышенным быстродействием.
Появлению форм-фактора DIMM способствовало появление процессора Pentium, который имел 64-разрядную шину данных.
В профессиональных рабочих станциях, таких, как SPARCstation, такой тип памяти использовался с начала 1990-х годов. В компьютерах общего назначения широкий переход на этот тип памяти произошёл в конце 1990-х, примерно во времена процессора Pentium II.
В форм-факторе DIMM могут изготавливаться массивы памяти, реализующие энергонезависимое хранение, называемые NVDIMM. Они могут быть реализованы путём добавления автономного источника питания и функций автообновления к памяти DRAM (NVDIMM-N) или на базе флеш-памяти NAND (NVDIMM-F). Исследуются варианты реализации NVDIMM на базе иных типов памяти (NVDIMM-P).

## Разновидности
Существуют следующие конструктивно и электрически несовместимые друг с другом типы DIMM, в том числе SO-DIMM (от англ. Small Outline, компактные модули, используемые, в частности, в ноутбуках):
|           | SDRAM   | SDR SDRAM | DDR SDRAM | DDR2 SDRAM | DDR3 SDRAM | DDR4 SDRAM |                | FPM DRAM и EDO DRAM | FB-DIMM DRAM |
| --------- | ------- | --------- | --------- | ---------- | ---------- | ---------- | -------------- | ------------------- | ------------ |
| DIMM      | 100-pin | 168-pin   | 184-pin   | 240-pin    | 240-pin    | 288-pin    | 168-pin        | 240-pin             |              |
| SO-DIMM   | N/A     | 144-pin   | 200-pin   | 200-pin    | 204-pin    | 260-pin    | 72-pin/144-pin | N/A                 |              |
| MicroDIMM | N/A     | 144-pin   | 172-pin   | 214-pin    | 214-pin    | N/A        | N/A            | N/A                 |              |

- 72-pin SO-DIMM (несовместима с 72-pin SIMM) — используется для FPM DRAM и EDO DRAM
- 100-pin DIMM — используется для принтеров SDRAM
- 144-pin SO-DIMM — используется для SDR SDRAM (иногда также для EDO RAM) в портативных компьютерах
- 168-pin DIMM — используется для SDR SDRAM (реже для FPM/EDO DRAM в рабочих станциях/серверах)
- 172-pin MicroDIMM —  используется для DDR SDRAM
- 184-pin DIMM — используется для DDR SDRAM
- 200-pin SO-DIMM — используется для DDR SDRAM и DDR2 SDRAM
- 204-pin SO-DIMM — используется для DDR3 SDRAM
- 214-pin MicroDIMM — используется для DDR2 SDRAM и DDR3 SDRAM
- 240-pin DIMM — используется для DDR2 SDRAM, DDR3 SDRAM и FB-DIMM DRAM
- 260-pin SO-DIMM — используется для DDR4 SDRAM
- 288-pin DIMM — используется для DDR4 SDRAM